# Johann Gustav Gottlieb Büsching
Pour les articles homonymes, voir Büsching.
Johann Gustav Gottlieb Büsching (né le 19 septembre 1783 à Berlin; - mort le 4 mai 1829 à Breslau) était un écrivain prussien du début du XIXe siècle.

## Biographie
Professeur à l'université de Breslau, il y fonde la Société d'histoire et d'archéologie de Silésie.
Il est le fils d'Anton Friedrich Büsching (1724–1793).

## Œuvres
Johann Büsching a donné une traduction des Nibelungen en allemand moderne et a publié les Mémoires de Hans von Schweinichen ainsi que de nombreux contes anciens et chansons populaires.